# Bouaké
Bouaké je grad u Obali Bjelokosti, u regiji Vallée du Bandama. Nalazi se u središtu države, 100 km sjeveroistočno od glavnog grada Yamoussoukra.
Glavna djelatnost, kako stanovnika Bouakéa, tako i cijele regije, uzgoj je i prerada pamuka. Grad se naglo razvio nakon što je izgradnjom brane Kossou poplavljena zemlja prema zapadu. Osim po pamuku, Bouaké je poznat i po karnevalu, sajmu te katedrali Svetog Mihovila. Sjeverno od grada nalazi se međunarodna zračna luka.
Godine 2014. Bouaké je imao 536.189 stanovnika, čime je bio drugi grad po brojnosti u državi. Većinu stanovništva čine pripadnici naroda Baoulé. Poznati nogometaši, braća Kolo i Yaya Touré, rođeni su u Bouakéu.

## Vanjske poveznice

### Ostali projekti
|  | Zajednički poslužitelj ima još gradiva o temi Bouaké |